# Hyundai ST1
Hyundai ST1 — малотоннажный грузовой электромобиль южнокорейской компании Hyundai Motors, выпускающийся с 2024 года.

## Описание
Впервые Hyundai ST1 был представлен в марте 2024 года. Кабина и приборная панель были позаимствованы у Staria. Задняя часть автомобиля «коробчатая». ST1 расшифровывается как «Service Type 1».

## Технические характеристики
Hyundai ST1 оснащён аккумулятором ёмкостью 76,1 кВт·ч производства SK On с запасом хода 298—317 км.

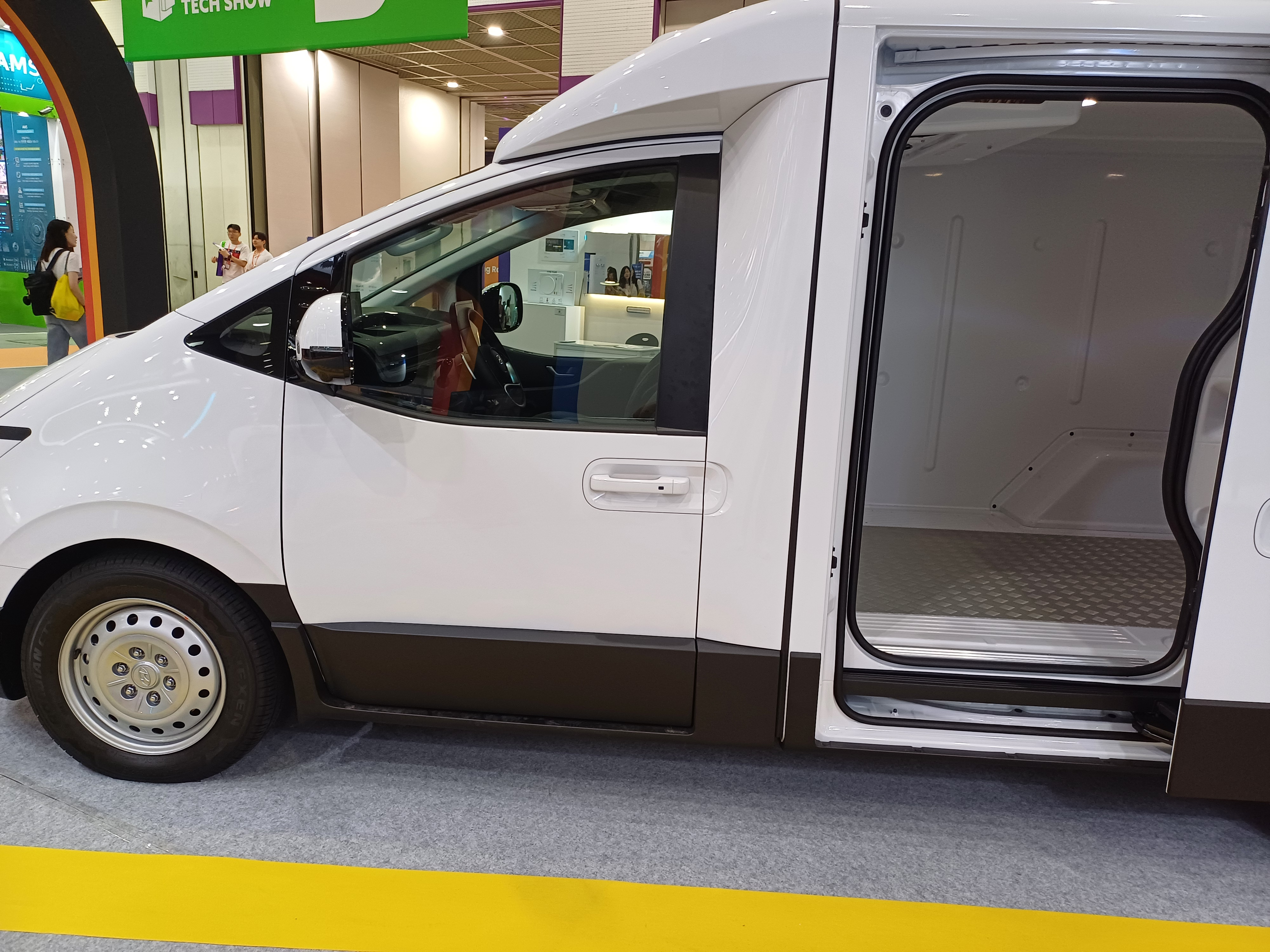
Вид сбоку
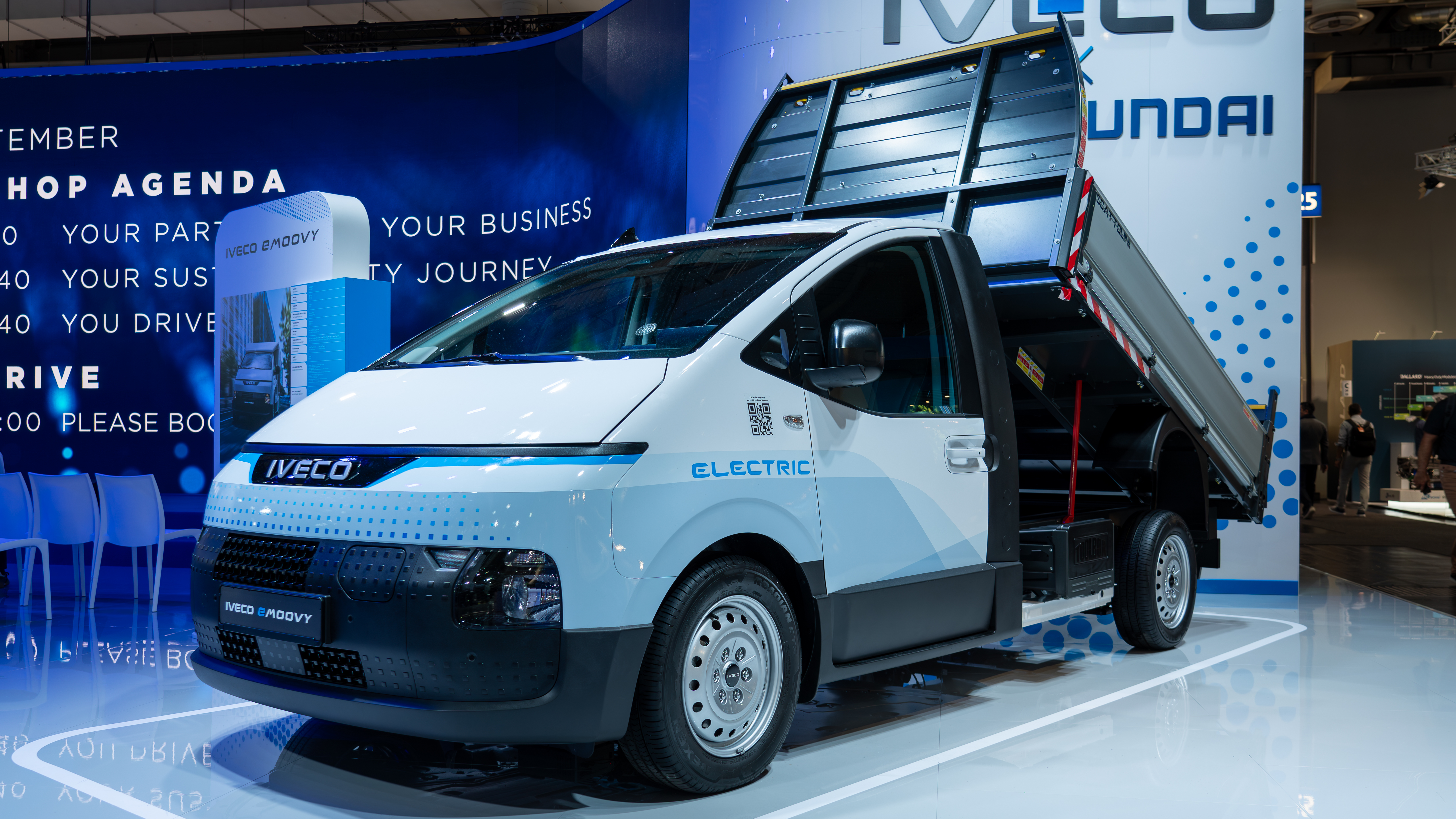
Iveco eMoovy